# NKX6-1
NKX6-1 (англ. NK6 homeobox 1) – білок, який кодується однойменним геном, розташованим у людей на короткому плечі 4-ї хромосоми.  Довжина поліпептидного ланцюга білка становить 367 амінокислот, а молекулярна маса — 37 849.
| 10         |  | 20         |  | 30         |  | 40         |  | 50         |
| ---------- |  | ---------- |  | ---------- |  | ---------- |  | ---------- |
| MLAVGAMEGT |  | RQSAFLLSSP |  | PLAALHSMAE |  | MKTPLYPAAY |  | PPLPAGPPSS |
| SSSSSSSSSP |  | SPPLGTHNPG |  | GLKPPATGGL |  | SSLGSPPQQL |  | SAATPHGIND |
| ILSRPSMPVA |  | SGAALPSASP |  | SGSSSSSSSS |  | ASASSASAAA |  | AAAAAAAAAA |
| SSPAGLLAGL |  | PRFSSLSPPP |  | PPPGLYFSPS |  | AAAVAAVGRY |  | PKPLAELPGR |
| TPIFWPGVMQ |  | SPPWRDARLA |  | CTPHQGSILL |  | DKDGKRKHTR |  | PTFSGQQIFA |
| LEKTFEQTKY |  | LAGPERARLA |  | YSLGMTESQV |  | KVWFQNRRTK |  | WRKKHAAEMA |
| TAKKKQDSET |  | ERLKGASENE |  | EEDDDYNKPL |  | DPNSDDEKIT |  | QLLKKHKSSS |
| GGGGGLLLHA |  | SEPESSS    |  |            |  |            |  |            |

A: Аланін

C: Цистеїн

D: Аспарагінова кислота

E: Глутамінова кислота

F: Фенілаланін

G: Гліцин

H: Гістидин

I: Ізолейцин

K: Лізин

L: Лейцин

M: Метіонін

N: Аспарагін

P: Пролін

Q: Глутамін

R: Аргінін

S: Серин

T: Треонін

V: Валін

W: Триптофан

Кодований геном білок за функціями належить до репресорів, активаторів, білків розвитку. 
Задіяний у таких біологічних процесах як транскрипція, регуляція транскрипції. 
Білок має сайт для зв'язування з ДНК. 
Локалізований у ядрі.